# Жереми
Жереми́ (фр. Jérémie) — город на юго-западе Гаити, административный центр провинции Гранд-Анс.

## История
В 1964 году в Жереми погибли 27 человек при столкновении с армией и тонтон-макутами.

## География
Расположен на крайнем юго-западе страны, в 297 км к западу от столицы страны, города Порт-о-Пренс.

## Население
По данным на 2013 год численность населения составляет 31 416 человек.
Динамика численности населения города по годам:
| 1971   | 1982   | 1990   | 1995   | 1997   | 2003   | 2013   |
| ------ | ------ | ------ | ------ | ------ | ------ | ------ |
| 17 199 | 18 493 | 23 715 | 25 869 | 26 803 | 27 510 | 31 416 |

## Известные уроженцы
Отец Александра Дюма, генерал Тома-Александр Дюма, родился в Жереми.

## Галерея

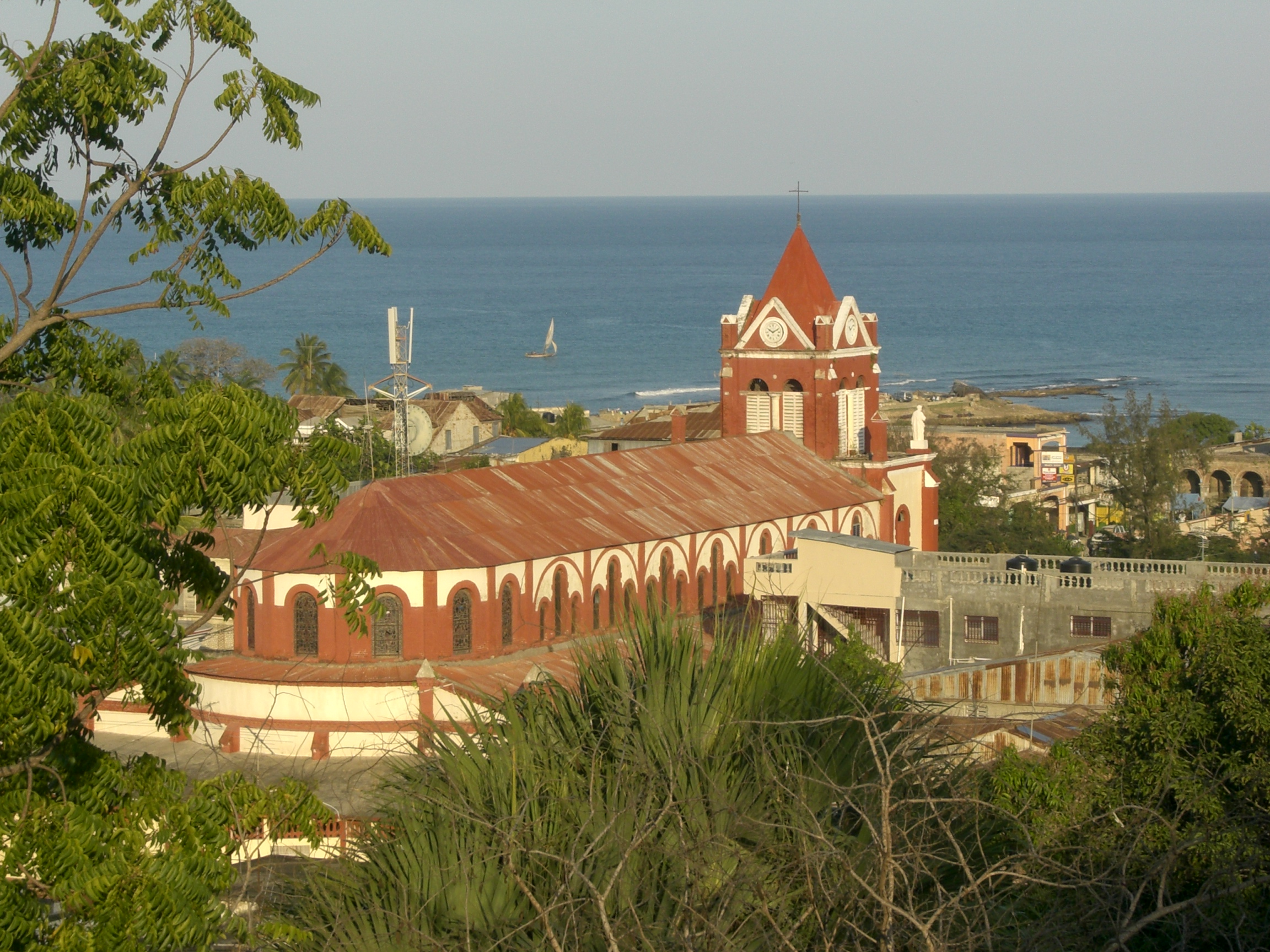
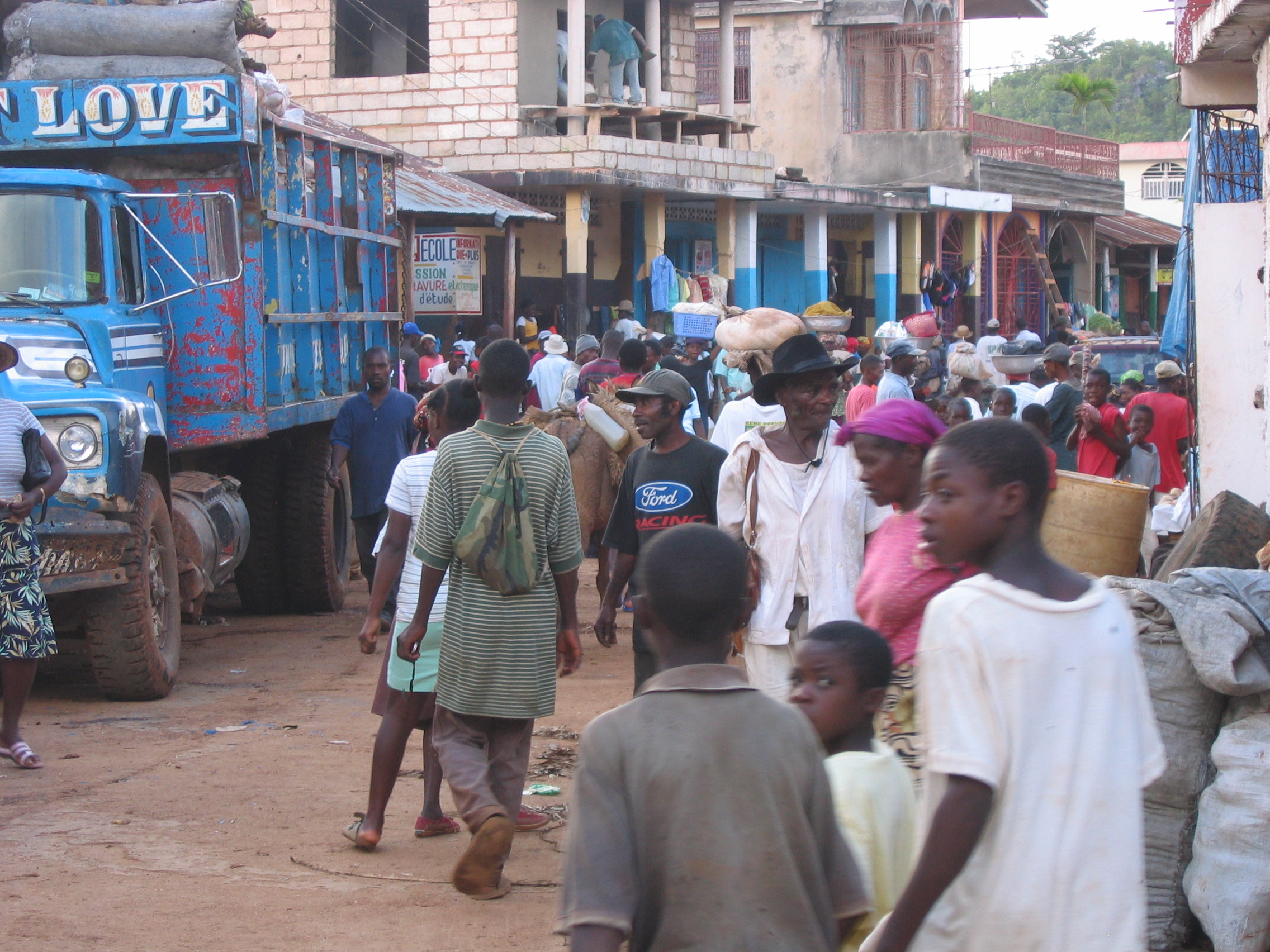
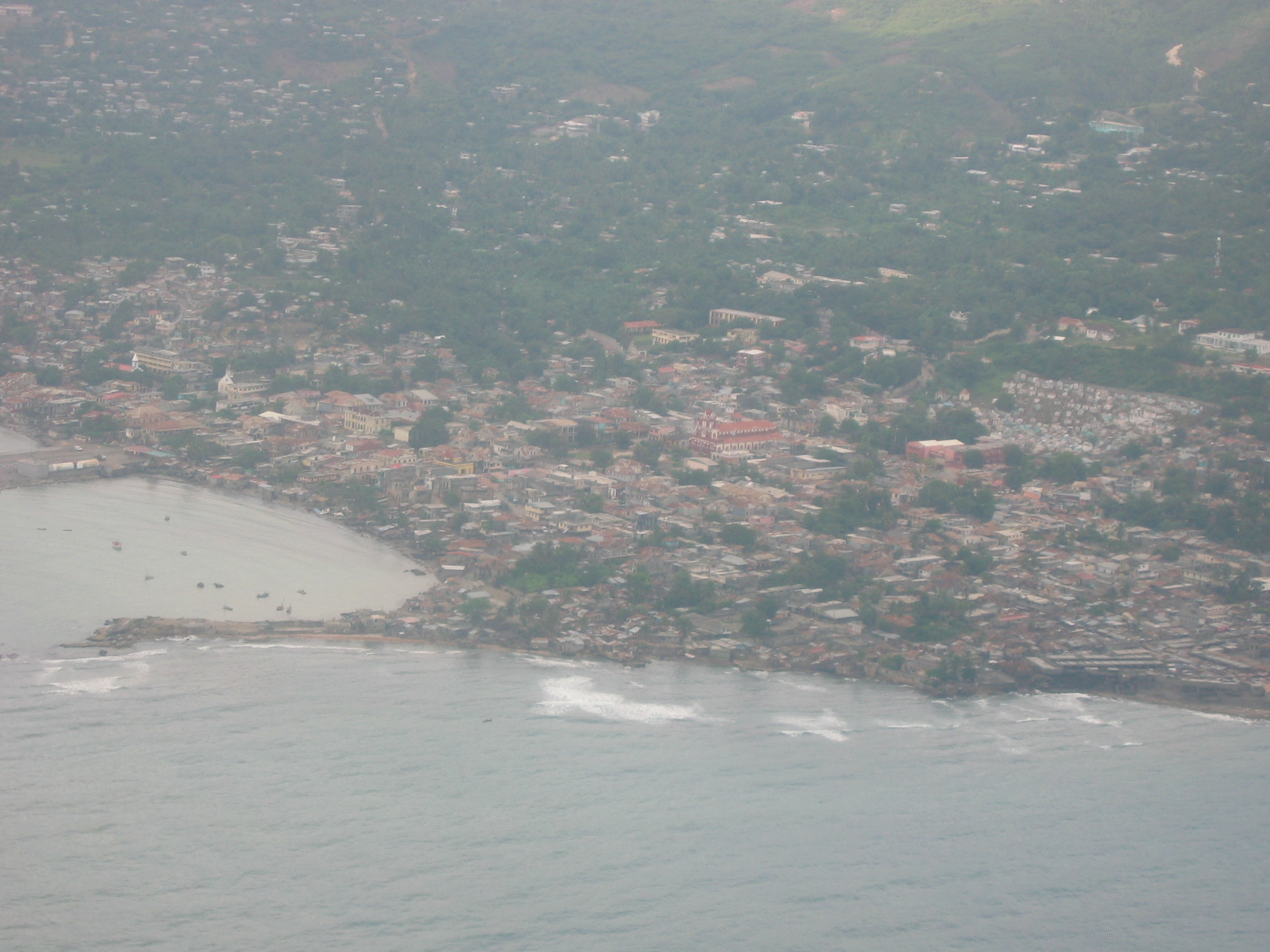